# Cyphon cooperi
Cyphon cooperi es una especie de coleóptero de la familia Scirtidae.

## Distribución geográfica
Habita en Estados Unidos.